# チェスター級軽巡洋艦
チェスター級軽巡洋艦（チェスターきゅう けいじゅんようかん、Chester class Cruiser）はアメリカ海軍が建造した巡洋艦の艦級。アメリカ海軍初の偵察巡洋艦（CSまたはSCR）として設計、建造され、1920年に軽巡洋艦（CL）に再指定された。

## 同型艦
- チェスター (USS Chester, CL-1)
- バーミングハム (USS Birmingham, CL-2)
- セーラム (USS Salem, CL-3)

## 参考図書
- 「世界の艦船増刊第36集　アメリカ巡洋艦史」(海人社)